# Cristóbal Suárez de Figueroa
Cristóbal Suárez de Figueroa (1571 i Valladolid – omtrent 1644) var en spansk forfatter.
Om denne frugtbare og mangesidige forfatters liv vides, at han studerede i Bologna og Pavia, havde så efterhånden forskellige retsembeder og opholdt sig en tid i Italien. Fra 1604 var han igen i Spanien; men 1623 fik han en dommerstilling under vicekongen af Neapel. Der kom han i konflikt med inkvisitionen og i fængsel i Rom (1630-33).
En vis gnavenhed og bitterhed kommer til syne i hans prosaiske og poetiske skrifter, der for øvrigt vidner om en del talent. I El Pasajero (1617; ny udgave ved Rodriguez Marin, Madrid 1913, og ved Selden Rose, Madrid 1914) – dialoger af blandet indhold – angriber Figueroa flere samtidige, blandt andre Cervantes, og retter fra et klassisk standpunkt en skarp kritik mod de af Lope de Vega indførte nye dramatiske former.
Blandt Figueroas andre værker er at nævne en oversættelse af Guarinis Il pastor fido (1602), hyrderomanen La constante Amarilis (1609), heltedigtet España defendida (1612), en levnedsbeskrivelse af markisen af Cañete (1613) og Plaza universal de todas las ciencias (1615); i sidstnævnte findes, foruden andet kulturhistorisk interessant, også interessante ytringer om det spanske nationaldrama.